# William Bradford
William Bradford (Austerfield, 19 de marzo de 1590 - Plymouth, Massachusetts,  9 de mayo de 1657) fue un colono inglés. Fue el segundo gobernador de los peregrinos puritanos a su llegada a América del Norte (de 1621 a 1656) y el primer historiador de la colonización inicial de Nueva Inglaterra.
Bradford era líder de los colonos peregrinos de Plymouth en Massachusetts, y fue su segundo gobernador, después del fallecimiento de John Carver. Fue el segundo en firmar y el primer arquitecto del Mayflower Compact. Como gobernador de Plymouth, es famoso por ser el primero en proclamar la popular costumbre colonial del Día de Acción de Gracias. 
Era hijo de William Bradford y de Alice Hanson, y fue bautizado el 19 de marzo de 1590 en Austerfield, Yorkshire (Inglaterra). A temprana edad se sintió atraído por una "primitiva" iglesia congregacional cercana a Scrooby. Por 1607 ya era un miembro cometido de lo que se conocía con el nombre de iglesia "separatista", debido a que sus miembros habían optado por separarse de la Iglesia de Inglaterra. Cuando Jacobo I comenzó a perseguir a los separatistas en 1608, Bradford fijó rumbo a los Países Bajos, junto a muchos miembros de la congregación. Estos puritanos "separatistas" fueron primero a Ámsterdam antes de instalarse en Leiden. Bradford se casó con su primera mujer, Dorothy May (1597-7 de diciembre de 1620), en diciembre de 1613 en Ámsterdam. Cuando estuvo en Leiden, se valió trabajando de tejedor.
Cambiando las posiciones de los poderes europeos (a causa de diferencias religiosas, problemas sobre cuestiones monárquicas e intrigas con el clan imperante de los Habsburgo) hizo que el gobierno neerlandés temiera una guerra con la España católica y, por tanto, debiera aliarse con Jacobo I de Inglaterra. La presión social (e incluso ataques) hacia los separatistas aumentó en los Países Bajos. Su líder congregacional, John Robinson, apoyó la idea emergente de iniciar una colonia. Bradford formaba parte de esta empresa desde el comienzo. Los separatistas querían seguir siendo ingleses (aunque vivieran en Holanda), pero tenían intenciones de alejarse lo suficiente de la Iglesia de Inglaterra y de su gobierno, para tener la posibilidad de vivir en paz. Los arreglos fueron hechos, y William junto a su mujer zarparon hacia América en 1620 desde Leiden a bordo del Mayflower.
Poco antes de arribar a suelo americano, la esposa de Bradford muere. El 7 de diciembre de 1620, Dorothy Bradford falleció en vista del Cabo Cod. No hay muchas causas contemporáneas que esclarezcan las circunstancias de su deceso, solamente una última mención de ahogarse en el Magnalia Christi Americana de Cotton Mather. Bradford incluyó una breve alusión del infortunio en su propia escritura. Circula una historia que habla de la posibilidad de que se haya suicidado, pero ese rumor deriva de un trabajo de ficción histórica, publicado en junio de 1869 en un artículo del "Harper's New Monthly Magazine".
El primer invierno en la nueva colonia fue una terrible experiencia. La mitad de los colonizadores perecieron, incluso el líder, John Carver. Bradford fue seleccionado para su reemplazo, en la primavera de 1621. Desde ese entonces, su historia estará inextricablemente conectada a la de la colonia de Plymouth.
Su segunda esposa, Alice Carpenter, llegó a Plymouth a bordo del Anne en julio de 1623, y contrajo matrimonio con el gobernador Bradford el 14 de agosto de ese mismo año. Tuvieron tres hijos, William, Mercy y Joseph. Alice también contribuyó a la crianza de John, hijo de Bradford y su primera mujer. 
El gobernador puritano murió en Plymouth, y fue enterrado en el Plymouth Burial Hill (Colina de Entierro de Plymouth).
Algunos historiadores opinan que el mayor logro de Bradford ha sido introducir un sistema de producción privatizada. Sostienen que los colonizadores produjeron más para sí mismos que para la comunidad.

## Diario
Bradford mantenía un diario escrito a mano detallando la historia de los primeros 30 años de la Colonia Plymouth. La mayor parte de este diario fue publicado bajo el título oficial Of Plymouth Plantation (De la plantación de Plymouth), y fue reeditado un número de veces. Bradford, junto a Edward Winslow y otros tantos, contribuyeron material a George Morton, quien anexionó todo en un mismo libro, publicado en Londres en 1622, con el seudónimo de Mourt's Relation, y que fue primariamente un periódico de los primeros años de los colonizadores en Plymouth.